# ترامب: كيف تصبح ثريا
ترمب: كيف تصبح ثريًا (بالإنجليزية: Trump: How to Get Rich) هو كتاب صدر عام 2004 من تأليف دونالد ترمب وميريديث ماكيفر. نُشر الكتاب للاستفادة من اهتمام وسائل الإعلام المتعلقة بالمسلسل التلفزيوني ذا أبرينتايس، الذي استضافه ترمب في يناير 2004. الكتاب يركز على شهرة ترمب وصورته العامة، ويدلي بعبارات مثل «لا، بشكل قاطع وقطعي، أنا لا ألبس سجادة. شعري هو مائة في المائة من شعري.» بينما يشكل الكتاب جزءًا من عقيدة نجاح ترمب، فهو يصف بشكل أكبر كيف أصبح ترمب أكثر ثراءً من كونه دليلًا حول «كيفية الثراء». يحتوي الكتاب على 53 «وصية» تجارية قصيرة، وينتهي بجزء مخصص لدور ترمب في التدريب.